# La casa di Mary (film 1996)
La casa di Mary (Buried Secrets) è un film per la televisione del 1996 diretto da Michael Toshiyuki Uno e co-prodotto da Tiffani Thiessen.

## Trama
Dopo la difficile morte del padre, Annelise, insieme alla madre, decide di ritornare nella sua città d'origine dopo anni di lontananza. Le due si trasferiscono in una bellissima casa, abbandonata da un uomo che, dopo la terribile morte di sua moglie e sua figlia, decide di lasciare la casa. In realtà quella casa è ancora abitata dal fantasma di Mary, che riesce a mettersi in contatto con la giovane Annelise. Da allora la vita di Annelise diventa un inferno, definita addirittura mentalmente instabile, fino a quando la verità non torna a galla e l'assassina viene uccisa dallo stesso fantasma di Mary, lasciando la giovane Annelise finalmente libera.